# Ritter Automobile Company
Ritter Automobile Company war ein US-amerikanischer Hersteller von Automobilen.

## Unternehmensgeschichte
C. H. Ritter verkaufte Fahrzeuge der Demot Car Company. Als dieses Unternehmen aufgelöst wurde, übernahm er die Reste. Er gründete zusammen mit R. A. Skinner und A. W. Voege das neue Unternehmen in Madison in Wisconsin. Sie begannen mit der Produktion von Automobilen. Der Markenname lautete Ritter. Im gleichen Jahr endete die Produktion. Insgesamt entstanden nur wenige Fahrzeuge.
Es gab keine Verbindung zum anderen Hersteller Ritter, der ein paar Jahre vorher ebenfalls Fahrzeuge als Ritter anbot.

## Fahrzeuge
Das einzige Modell war größer und stärker motorisiert als der Demot. Es hatte einen Vierzylindermotor mit 82,55 mm Bohrung, 85,725 mm Hub und 1835 cm³ Hubraum. Der Motor leistete 15 PS. Das Fahrgestell hatte 229 cm Radstand. Der Aufbau war ein Runabout. Der Neupreis betrug 685 US-Dollar.